# 第2驃騎兵連隊 (フランス軍)
第2驃騎兵連隊（だいにひょうきへいれんたい、2e régiment de hussards：2e RH）は、セーヌ＝エ＝マルヌ県Sourdunに駐屯する、情報旅団隷下のフランス陸軍の偵察連隊である。
兵種は機甲、伝統的区分は騎兵である。
敵中数百kmに軽装甲車両を用いて潜入・浸透し、無補給で約10日間程度の作戦ができるよう訓練されている精鋭連隊である。

## 沿革
- 1735年：ストラスブールにて、エステルアジ驃騎兵連隊が創設される。
- 1743年：ジグムント・ダヴィッド騎士爵の指揮下に変更、ダヴィッド驃騎兵連隊となる。
- 1747年：ラーンスロット・トュルパーン伯爵の指揮下に変更、トュルパーン驃騎兵連隊となる。
- 1756年：七年戦争に参加する（～1763年まで）。
- 1791年：第2驃騎兵連隊として編制される。
- 1792年：ヴァルミーの戦いに参加。
- 1805年：アウステルリッツの戦いに参加。
- 1807年：フリートラントの戦いに参加。
- 1813年：ライプツィヒの戦いに参加。
- 1815年：ベルフォール防衛戦に参加。
- 1844年：モロッコ、イスリィの戦いに参加。
- 1845年：アルジェリア、シディ=バラヒムの戦いに参加。
- 1854年：ソルフェリーノの戦いに参加。
- 1914年：第一次世界大戦、西部戦線各地を転戦する。
- 1946年：第4驃騎兵連隊と合併。
- 1956年：中央歩兵教育連隊に改編。
- 1958年：第2驃騎兵連隊として再編。機甲騎兵部隊の教育にあたる。
- 1962年：第12竜騎兵連隊を吸収する。
- 1979年：第9驃騎兵連隊の交代としてスーダンに派遣。

## 最新の部隊編成
- 連隊本部
- 本部管理中隊
- 管理支援中隊
- 第1情報調査中隊
- 第2情報調査中隊
- 第3情報調査中隊
- 第4情報調査中隊
- 予備訓練中隊

### 定員
約850名の隊員からなる。

## 連隊の任務
- 連隊は、軽装甲車両を用いて、特に危険な敵後方地域に潜入浸透し、情報収集活動に任ずる。
- これらでも特に、隠密偵察による画像情報資料や音声情報資料及び威力偵察による敵対勢力の動向情報資料を収集する。
- 連隊は、4個の調査中隊からなり、その中でも11個の専門調査小隊に分かれている。これらは
  - 船舶による偵察
  - オートバイによる偵察
  - 保安情報資料収集
  - 専門的分野の情報資料収集

をそれぞれ取り扱っている。

### 教育訓練
上記の任務遂行に必要な知識技能を付与するため、連隊独自の教育課程がある。
特にVBLの運用が前提の教育であり、以下3つが存在する。
- 初級偵察教育課程 : 装甲偵察巡察活動において、敵地における拠点確保のための初歩的技術訓練。6週間にわたり実施される。
- 基礎偵察教育課程 : 装甲偵察巡察活動において必要な、基礎的技術ための基礎技術訓練。10週間にわたり実施される。
- 無線画像取扱者教育課程 : 装甲偵察巡察活動において、連隊の任務達成のために必要にして肝要な技術全てにわたる応用訓練。20週間にわたり実施される。

## 主要装備
- GIAT BM92-G1
- FA-MAS
- AAT-F1
- AA-52
- 12.7mm重機関銃
- ミラン
- VBL
- VAB
- P4
- TRM 2000
- TRM 4000
- ホライゾン情報システム